# آل أمجرو (مكيراس)

تعديل مصدري - تعديل

ال امجرو هي إحدى قرى عزلة مكيراس بمديرية مكيراس التابعة لمحافظة البيضاء، بلغ تعداد سكانها 70 نسمة حسب تعداد اليمن لعام 2004.